# Halleluja lasst uns singen
Halleluja lasst uns singen ist ein katholisches Geistliches Lied für die Osterzeit. Es erschien erstmals 1851 in Heinrich Bones „Cantate“, in seiner heutigen Fassung dann 1891 in Joseph Hermann Mohrs Gesangbuch Psälterlein. Auf dieselbe Melodie wird auch das Osterlied „Preis dem Todesüberwinder“ gesungen; zu diesem von Klopstock 1768 geschriebenen Ostergedicht verfasste Silcher im Jahr 1825 erstmals eine Melodie, deren erste beiden Zeilen einen deutlichen Wiedererkennungseffekt mit der heutigen Melodie von „Preis dem Todesüberwinder“ und „Halleluja lasst uns singen“ hat. Diese Melodie wird J. B. C. Schmidts, einem Düsseldorfer Gymnasiallehrer, zugeschrieben und findet sich in „Sammlung von Kirchengesängen für katholische Gymnasien“ (Düsseldorf 1836) mit dem Text „Preis dem Todesüberwinder“. Im Vorwort erwähnt Schmidts eine Zusammenarbeit mit Bone, die sich, wie es dort heißt, auf Bearbeitung von Liedtexten bezieht. Bereits 1893 wurde „Halleluja lasst uns singen“, allerdings dann wieder in Bones Version, in den Anhang des Hildesheimer Diözesangesangbuches übernommen, 1897 ist es in das münsterische Diözesangesangbuch aufgenommen worden und um 1900 in das „Magnificat“ der Erzdiözese Freiburg. Im Gotteslob von 1975 (Eigenteil Münster) hieß es noch „Alleluja lasst uns singen“ wie schon in Mohrs Psälterlein. Es ist in seiner (nahezu, s. o.) ursprünglichen Textform Teil vieler Diözesanliedanhänge des Gotteslobes von 2013 und schon 1975, lediglich die Melodie wurde von 1/2- auf 1/4-Noten geändert.
Insbesondere die vierte Strophe wird in vielen (kath.) Gottesdiensten am sog. Sonntag des Guten Hirten gesungen, da der Text „Halleluja, kommt ihr Heiden, schaut den Hirten, der euch nährt“ auf das Evangelium dieses Sonntages Bezug nimmt.
Auf die Melodie von Halleluja lasst uns singen verfasste Hannes Demming 1988 einen Text, der in drei Strophen als „Gloria in der Osterzeit“ in den Diözesananhang Münster aufgenommen wurde und eine Paraphrase des Gloriatextes aus dem Messbuch ist. Die Eingangszeile lautet „Dir, Gott, in den höchsten Höhen sei Anbetung, Ehr und Preis“ und der Kehrvers „Dir sei Ehre, Gloria, Gloria, Gloria, jetzt und ewig Gloria!“ (statt Halleluja, Jesus lebt). Des Weiteren gibt es ein „Sanctuslied“ im Eigenteil des Bistums Trier mit derselben Melodie wie bei „Halleluja lasst uns singen“.